# Euproctis mimosa
Euproctis mimosa is een donsvlinder uit de familie van de spinneruilen (Erebidae). De wetenschappelijke naam van de soort is voor het eerst geldig gepubliceerd in 1933 door Matsumura.